# Serre (gemeente)
Serre is een gemeente in de Italiaanse provincie Salerno (regio Campanië) en telt 3811 inwoners (31-12-2004). De oppervlakte bedraagt 66,5 km², de bevolkingsdichtheid is 58 inwoners per km².

## Geografie
De gemeente ligt op ongeveer 200 m boven zeeniveau.
Serre grenst aan de volgende gemeenten: Albanella, Altavilla Silentina, Campagna, Eboli, Postiglione.
De volgende frazioni maken deel uit van de gemeente: Borgo San Lazzaro, Persano.

## Demografie
Serre telt ongeveer 1511 huishoudens. Het aantal inwoners daalde in de periode 1991-2001 met 0,4% volgens cijfers uit de tienjaarlijkse volkstellingen van ISTAT.
| Jaar | Inwoneraantal |
| ---- | ------------- |
| 1991 | 3833          |
| 2001 | 3818          |